# Belén (Catamarca)
Pour les articles homonymes, voir Belén.
Belén est une ville d'Argentine située dans la province de Catamarca. C'est le chef-lieu du département de Belén et comptait 12 252 habitants en 2001, ce qui représentait un accroissement de 31,1 % par rapport à 1991.

## Géographie

### Situation
La ville est située dans la cuvette semi-aride du salar de Pipanaco, sur les rives du Río Belén et sur la route nationale 40.

### Localités proches
- Cerro León Muerto: 3,7 km
- Río de Papachacra: 3,8 km
- Corral Quemado: 6,5 km
- Durazno: 6,8 km
- El Puesto: 7,4 km
- Papachacra: 8,9 km
- Río Vicuña Pampa: 8,9 km
- La Falda: 9,9 km
- Londres: plus ou moins 15 km

## Histoire

### Fondation
La pacification de la région de Belèn n’a pas pu être réalisée avant la fin du XVIIe siècle à cause de l’hostilité des indigènes et de la résistance armée qu’ils ont menée.
Les colonisateurs ont dû se contenter d’une coexistence pacifique avec les populations locales jusqu’en 1627.
Après cette date eut lieu un des moments les plus violents de l’histoire locale. En 1630, le cacique Juan Chelemín entreprit le « Gran Alzamiento » pour reconquérir le territoire et préserver son identité. Les troubles durèrent 35 ans. 
En 1633, le prêtre Bartolomé de Olmos y Aguilera demanda à José de Garro, le gouverneur - capitaine général du Tucumán, de lui faire don d’une terre dans la vallée de Famayfil (nom primitif de la ville de Bethléem). Celle-ci, située au centre de son immense paroisse, lui permettrait d’y établir sa demeure, cultiver des terres, élever des chevaux et visiter sa juridiction. Ce nouveau site était propice à l'implantation d’un peuplement alors que le siège initial de la paroisse était excentré à l'extrémité sud-est du secteur. 
Le 20 décembre 1681 l’ecclésiastique fonda la ville de Nuestra Señora de Belén. Ce nom a peut-être été donné en référence à la Vierge du Sanctuaire de Notre-Dame de Bethléem en Espagne où le religieux avait ses ancêtres à moins que ce soit simplement en signe de dévotion à la Vierge, comme cela a été le cas pour le nom du département et de sa capitale.

## Galerie

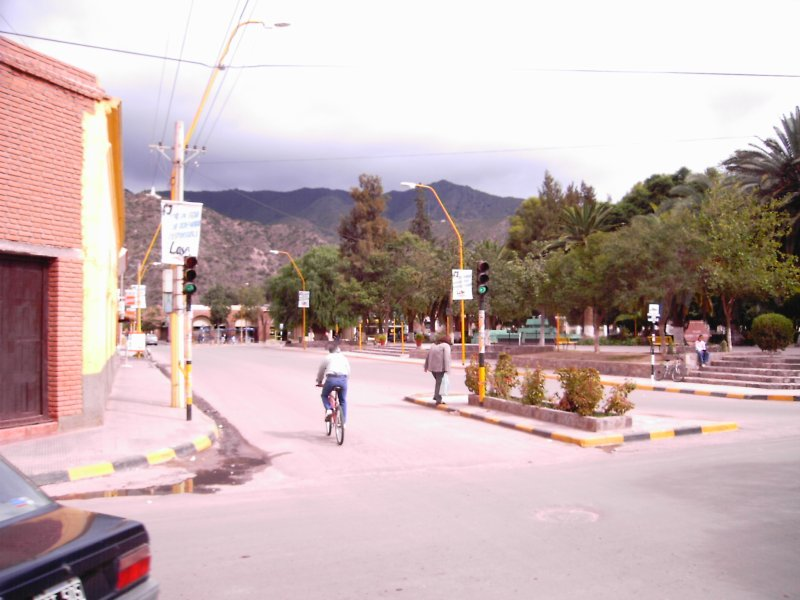
Place centrale
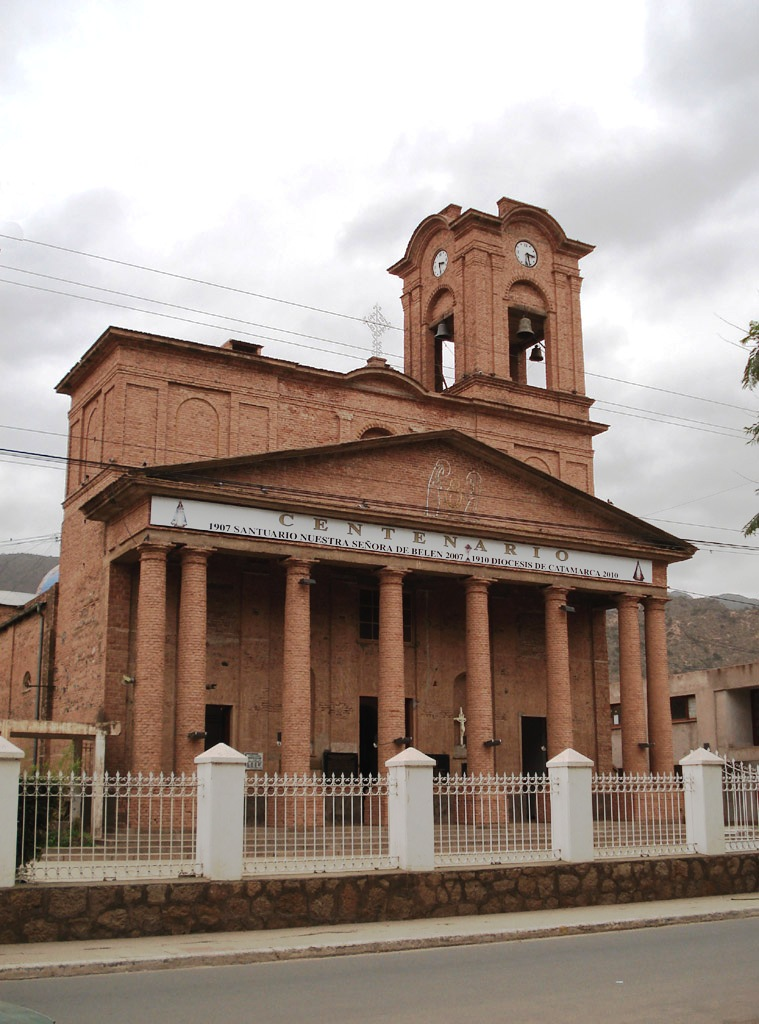
Sanctuaire Notre-Dame de Belén
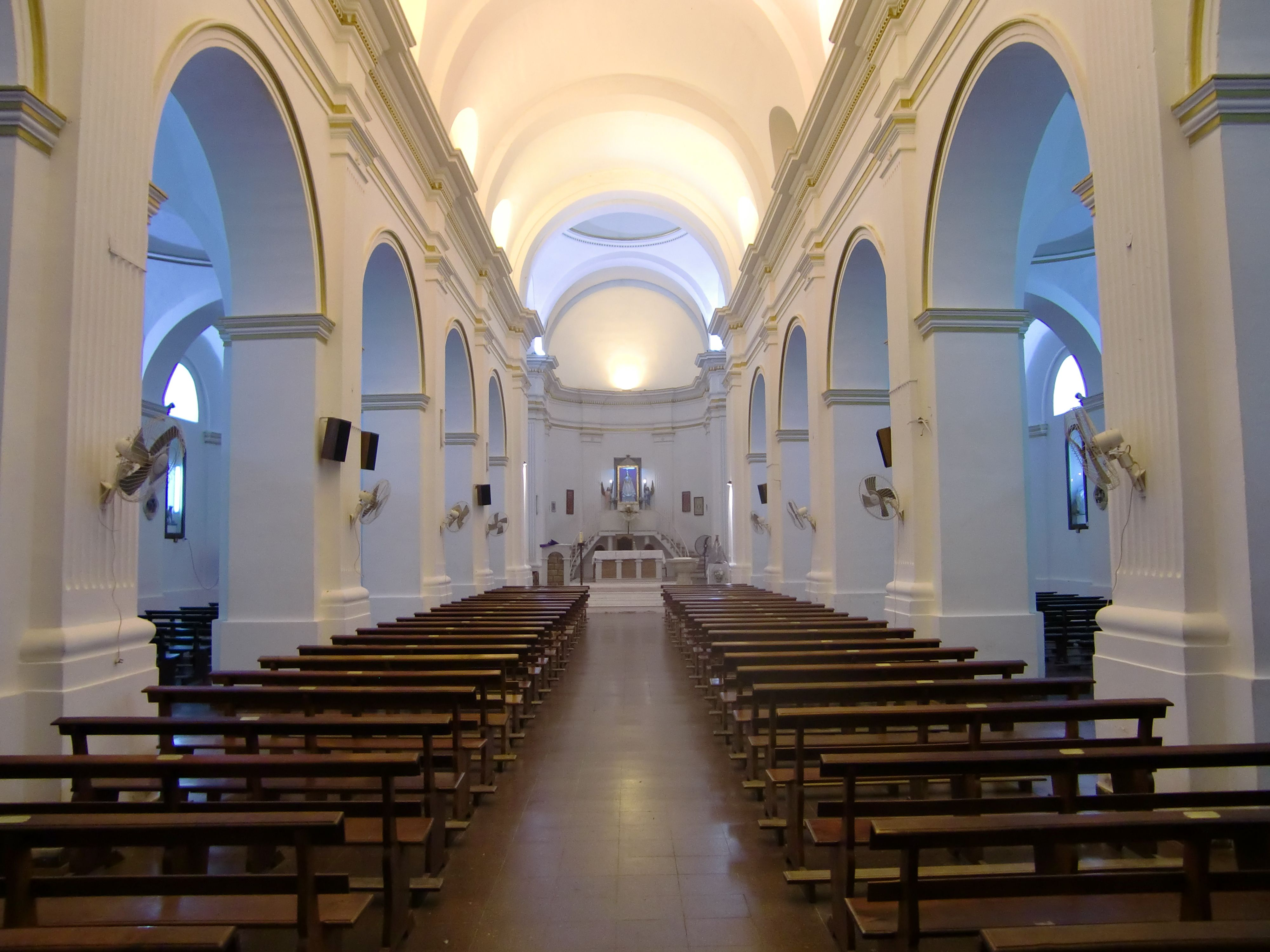
Intérieur du sanctuaire